# Hochtennspitze
La Hochtennspitze est une montagne culminant à 2 549 m d'altitude dans les Alpes de Stubai.

## Géographie
La Hochtennspitze se situe dans le chaînon du Kalkkögel. Au sud-ouest se trouve le Schlicker Zinnen et à l'est la Malgrubenspitze.

## Ascension
La montée par le sud-est part du flanc sud de la Malgrubenspitze et va jusqu'au sommet.
Une deuxième voie part de la selle du Hoadl vers le nord-ouest et prend un petit col qui amène en quelques minutes à la croix au sommet.